# Сеттефрати
Сеттефрати (итал. Settefrati) — коммуна в Италии, располагается в регионе Лацио, в провинции Фрозиноне.
Население составляет 829 человек (2008 г.), плотность населения составляет 16 чел./км². Занимает площадь 51 км². Почтовый индекс — 3040. Телефонный код — 0776.
Покровителями коммуны почитаются святой архангел Божий Михаил и первомученик Стефан, празднование 26 декабря.

## Демография
Динамика населения:

## Администрация коммуны
- Официальный сайт: